# Monlezun
Monlezun település Franciaországban, Gers megyében. Lakosainak száma 162 fő (2022. január 1.). Monlezun Blousson-Sérian, Laveraët, Marciac, Pallanne, Ricourt, Saint-Christaud, Tillac és Troncens községekkel határos.

## Népesség
A település népességének változása:
| Lakosok száma | 218  | 195  | 199  | 203  | 203  | 198  | 199  | 179  | 171  | 162  |
|               | 1968 | 1982 | 1990 | 2006 | 2013 | 2015 | 2017 | 2019 | 2020 | 2022 |